# Camila Ramírez
Camila Ramírez, née le 2 juillet 1989 à Minas, en Uruguay, est une femme politique uruguayenne sourde, membre du Parti national.

## Biographie
Camila Ramirez est la fille de Carol Aviaga, sénatrice d'Uruguay depuis 2015. Elle a un frère, Rodrigo. Ses parents se sont séparés quand ils étaient très jeunes et Carol, la mère, garde leurs enfants.
Sa mère a appris qu'elle est sourde à l'âge d'un an et quatre mois et elle pense que c'est la cause d'un antibiotique pour une forte infection respiratoire.
En 2015, Camila a postulé comme deuxième suppléant sur la liste. Elle est élue au poste de députée de la Chambre des représentants de l'Uruguay et elle est la première sourde à y siéger.

### Vie privée
Camila et son mari Rodrigo Couto ont une fille María Clara,.